# 脑白质切除术
前脑葉白质切除术（英語：或）又稱冰錐手術，是一种神经外科手术，包括切除前額葉皮質的连接组织。脑白质切除术主要于1930年代到1950年代用来医治一些精神病，这也是世界上第一种精神外科手術。安东尼奥·埃加斯·莫尼斯因该技术获得1949年诺贝尔生理学或医学奖，但现今该技术已因被認為嚴重違反人權而廢棄。1950年，苏联成為第一個立法禁止此手術的國家，至1970年已被美国絕大部分州及大多数国家所立法禁止。这主要是因为对术后效果的评价没有客观、可信的标准，表象是易冲动的精神病人术后陷入痴呆状态便于管理，实际是破坏精神病人脑组织，使治疗也失去可能性，被认为侵犯人權。而且在当时的简陋条件下，对大脑所实施的手术精准度很低。

## 历史
在19世纪末期，人们就开始尝试对大脑動手术以解决精神疾病，手术对象除了人之外，还包括狗、灵长类动物等。但是这一时期的手术不多受重视。1935年，约翰·富尔顿和卡罗尔·雅克布森在伦敦举行的第二届神经精神学会上发表报告，提到他们对黑猩猩实行两侧前连合切断术后，黑猩猩的攻击性行为减少。这一报告引起了葡萄牙医生安东尼奥·莫尼斯的兴趣，他开始尝试用类似的方法治疗人类的某些重大精神疾病。最初，他尝试通过向额叶注射酒精的方式摧毁神经纤维，但是不久就发现这种做法也会损害到大脑的其他地方。于是他便开发出了被称为脑白质切断器的手术仪器来完成额叶的切除工作。

### 标准手术
当实行这一手术时，医生需要在病人的颅骨两侧各钻一个小孔，然后将脑白质切断器从洞中伸入病患脑部，在每侧选择三个位置实施手术。这个仪器的外形就像是一把修长而精致的螺丝刀，不过它的头部侧面开了口而且没有尖端。然后医生需要拉动手柄，开口处的钢丝在拉动作用下便会凸起，切断神经纤维。1935年，阿尔梅达·利马在莫尼斯的指导下完成了第一例这种手术，第二年公佈結果。他们所治疗的第一批20名病人全部存活了下来，这一手术很快在其他国家也流行起来。莫尼斯因此於1949年獲诺贝尔奖。

### 改进手术
同莫尼斯一样，美国医生沃尔特·杰克逊·弗里曼二世也参加了1935年的伦敦会议。第二年在看到莫尼斯的报告之后，也尝试動前脑叶切除手术。起初，他使用的是同莫尼斯一样的手术方式，很快他就发展出自己的一种更加迅速便利的手术方式。在他的手术中，需要的工具是一个类似于冰锥的锥子和一个榔头，病人被施以电击以代替药物麻醉。手术时将锥子经由眼球上部从眼眶中凿入脑内，破坏掉相应的神经。这一过程十分迅速，而且某些情况甚至不需要手术室就可以施行。1936年到20世纪五十年代之间，美国大约实施了4万到5万例这样的手术，弗里曼本人就做了3500例。

## 评价
1949年諾貝爾獎醫學獎被頒給發現腦白質切除手術治療價值的葡萄牙精神病學家與神經外科醫師安東尼奧·莫尼斯（António Caetano de Abreu Freire Egas Moniz），以表彰其醫學貢獻。
1950年左右所做出的调查表明，大约有三分之一的病例在手术后没有多少变化，另外三分之一比术前还有所恶化。随着后来药物治疗的发展和其他更精确脑外科手术的发展，脑白质切除术在20世纪70年代以后逐渐被抛弃。
现在对脑白质切除术的评价一般都是负面的，这主要是因为在当时的简陋条件下，对大脑所实施的手术精準度很低，对术后效果的评价也没有客观、可信的标准。而且手术对象在经过手术后往往丧失精神冲动，表现出类似痴呆、弱智的迹象。

## 大众文化
一些文学和影视作品（如《飞越疯人院》、《隔離島》和）将脑白质切除术描述成使人丧失反抗意识的手术。

## 外部連結
- My Lobotomy Radio story: Interview with Sallie Ellen Ionesco Lobotomised in 1946
- Mental Cruelty: Sunday Times article on lobotomy and contemporary psychosurgery[]
- Lobotomy's back: Discover article on cingulotomy （页面存档备份，存于）
- 'My Lobotomy': Howard Dully's Journey. NPR Radio Documentary （页面存档备份，存于）
- A Qualified Defence of 'Then': QJM （页面存档备份，存于）
- Ten Notable Lobotomies （页面存档备份，存于）
- Nobel Panel Urged to Rescind Prize for Lobotomies （页面存档备份，存于）
- The Lobotomists: BBC Radio 4 documentary on the history of lobotomy （页面存档备份，存于）
- 一把冰錐　背後的荒誕醫學史 - 今周刊 （页面存档备份，存于）
- 腦科學黑暗史 | 國家實驗研究院 （页面存档备份，存于）